# Emile-Jean-Gabriel Carlès
Emile-Jean-Gabriel Carlès, francoski general, * 8. oktober 1881, † 4. julij 1943.